# Florian Rozwadowski
Florian (Aleksander) Rozwadowski herbu Trąby (zm. w 1735 roku) – stolnik halicki w latach 1713–1733, podwojewodzi lwowski w latach 1712–1718, podczaszy kijowski w latach 1696-1713, sędzia kapturowy ziemi lwowskiej w 1696 roku.
Był elektorem Augusta II Mocnego z ziemi halickiej w 1697 roku. Był posłem ziemi halickiej na sejm 1720 roku.